# David Martin (gouverneur)
Pour les articles homonymes, voir Martin et David Martin.
David Martin, né le 15 avril 1933 à Sydney et mort le 10 août 1990 dans la même ville, est un homme politique australien,  gouverneur de Nouvelle-Galles du Sud du 20 janvier 1989 au 7 août 1990.